# Parapholis
Parapholis is een geslacht uit de grassenfamilie (Poaceae). De soorten van dit geslacht komen voor in Europa, Afrika, Azië, Australazië en Amerika.

## Soorten
Van het geslacht zijn de volgende soorten bekend:
- Parapholis filiformis
- Parapholis gracilis
- Parapholis incurva
- Parapholis longiflora
- Parapholis marginata
- Parapholis pycnantha
- Parapholis strigosa